# 旅行禁令
旅行禁令是一種限制旅遊的禁令，包括在下列的情況實施：
- 被某國政府實施制裁，如被列為不受歡迎人物[1]；
- 阻止傳染病蔓延或擴散而執行的人口流動限制措施，如2019冠状病毒病疫情相关旅行限制[2]。